# Kościół św. Barbary w Gryżynie
Kościół świętej Barbary w Gryżynie – rzymskokatolicki kościół parafialny w Gryżynie (powiat kościański, województwo wielkopolskie) należący do parafii pod tym samym wezwaniem (dekanat kościański archidiecezji poznańskiej).

## Historia i architektura
Jest to świątynia wzniesiona w latach 1887–1888 według projektu wrocławskiego architekta Alexisa Langera. Budowla reprezentuje styl neogotycki, jest murowana, trójnawowa, halowa i na zewnątrz wzmocniona przyporami. Od północnego wschodu jest dostawiona murowana wieża o wysokości 45 metrów, nieotynkowana, wzmocniona przyporami i zwieńczona iglicą. W szczycie zachodnim widnieje data 1888, od strony północnej jest dobudowana kruchta. We wnętrzu znajdują się: neogotycki ołtarz główny, ambona, konfesjonały, stacje drogi krzyżowej i rzeźby w stylu barokowym: Chrystusa Frasobliwego, św. Stanisława, św. Barbary. Pod chórem są umieszczone dwie tablice dedykowane: ks. Stanisławowi Jaskólskiemu, proboszczowi z Gryżyny, zamęczonemu w KL Dachau w 1942 roku i Antoniemu Kasztelanowi, powstańcowi wielkopolskiemu, żołnierzowi września 1939 roku.
Przy kościele znajduje się kilka grobowców, w tym Teofila Wyssogoty-Zakrzewskiego.

## Galeria

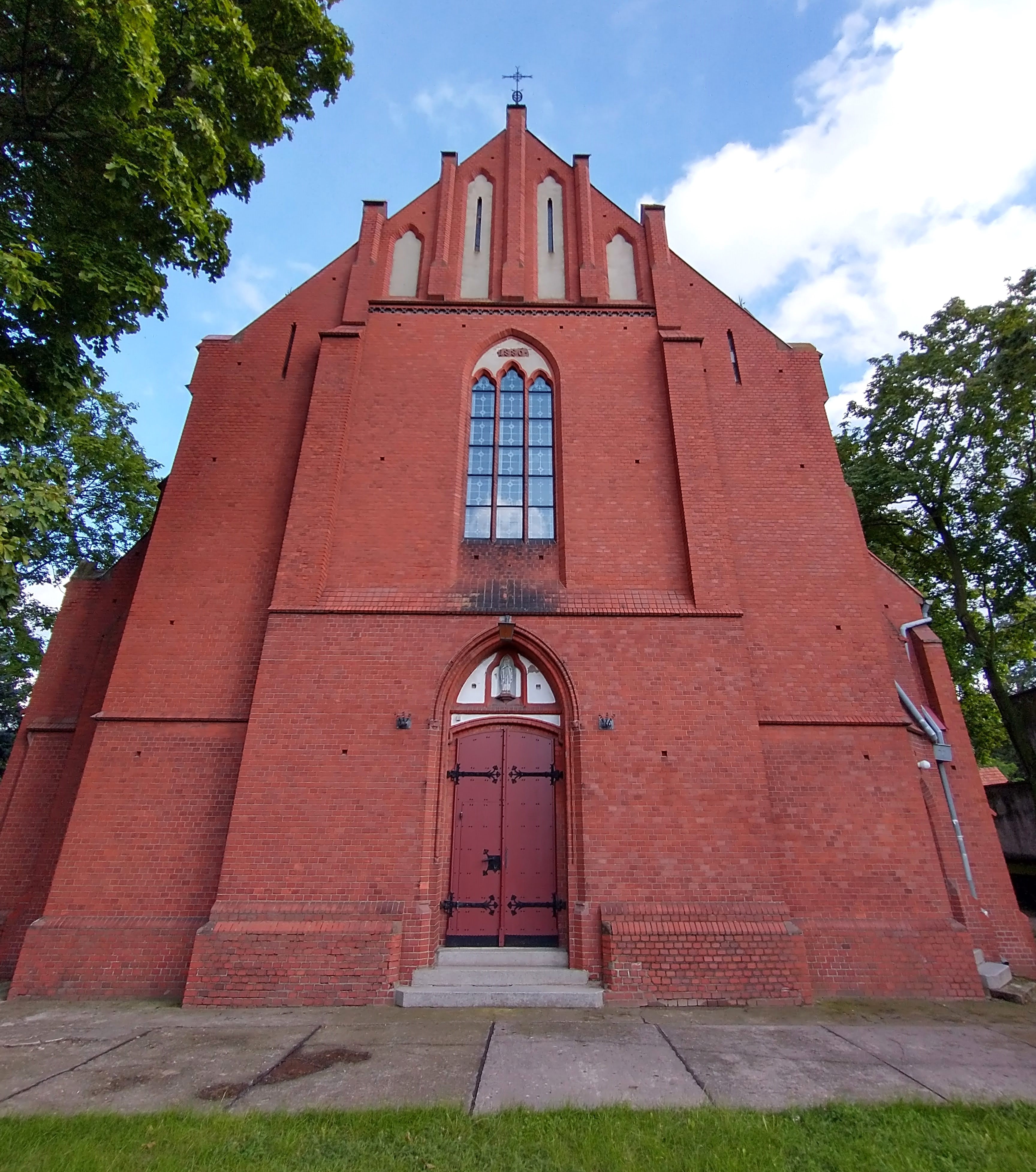
Fasada wejściowa
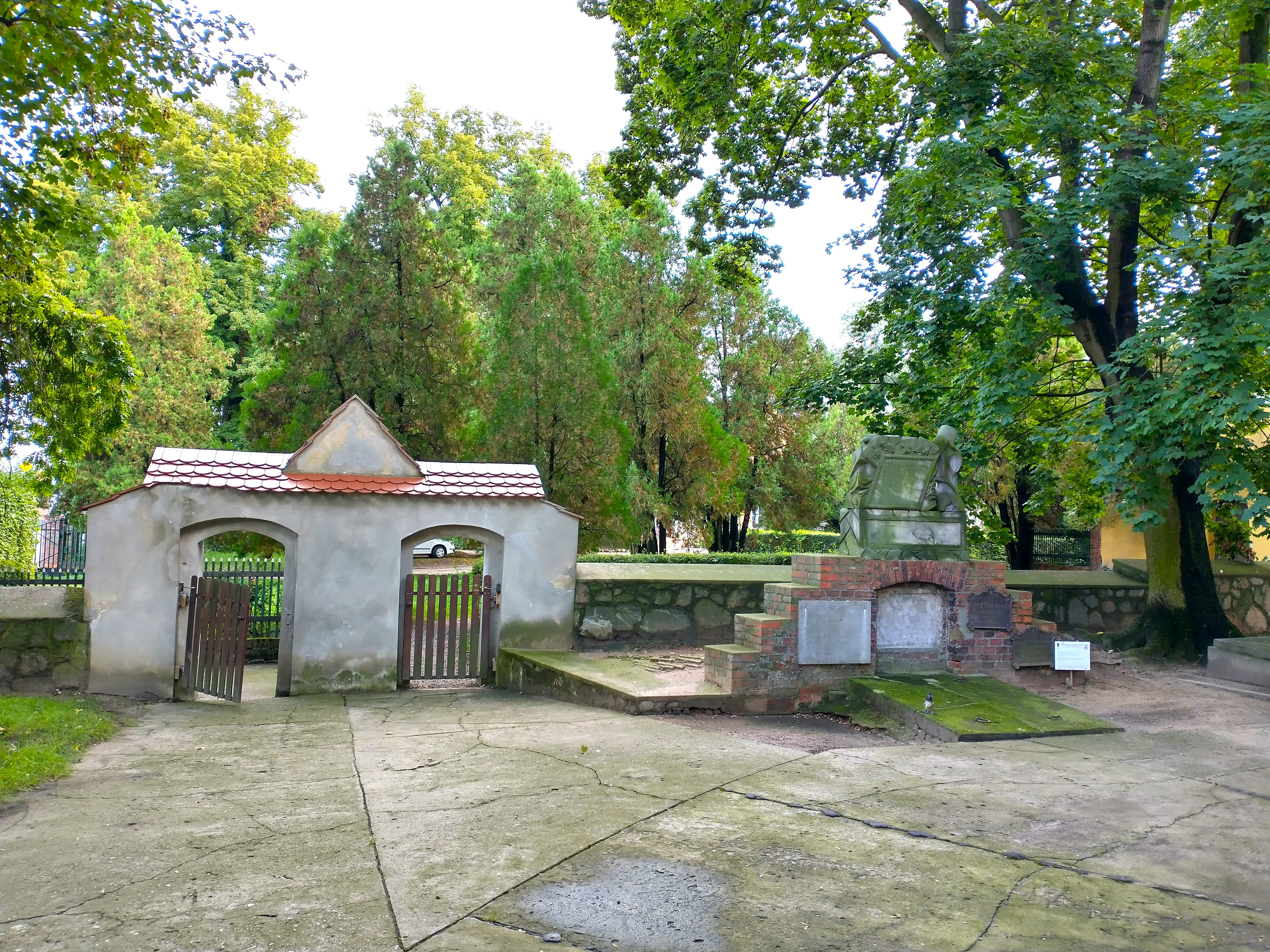
Brama i grobowce